# El Saladillo - Punta de Baños
El Saladillo - Punta de Baños este o arie protejată (arie specială de conservare — SAC, sit de importanță comunitară — SCI) din Spania întinsă pe o suprafață de 3.246,56 ha, integral marine.

## Localizare
Centrul sitului El Saladillo - Punta de Baños este situat la coordonatele 36°25′56″N 5°00′57″W / 36.4323°N 5.0158°V.

## Înființare
Situl El Saladillo - Punta de Baños a fost declarat sit de importanță comunitară în mai 2007 pentru a proteja . Situl a fost protejat și ca arie specială de conservare în august 2016.

## Biodiversitate
Situată în ecoregiunile marină mediteraneană și mediteraneană, aria protejată conține 2 habitate naturale: Recifuri, Straturi cu Posidonia (Posidonion oceanicae).
La baza desemnării sitului se află un număr nedeclarat de specii protejate:
Pe lângă speciile protejate, pe teritoriul sitului au mai fost identificate 2 specii de plante, 3 specii de nevertebrate.